# Campionatul Mondial de Scrimă din 2003
Campionatul Mondial de Scrimă din 2003 s-a desfășurat în perioada 5–11 octombrie la Havana în Cuba.

## Rezultate

### Masculin
| Probă                 | Aur                                                                           | Argint                                                                | Bronz                                                                     |
| Spadă la individual   | Fabrice Jeannet (FRA)                                                         | Maksîm Hvorost (UKR)                                                  | Ulrich Robeiri (FRA) · Vitali Zaharov (BLR)                               |
| Spadă pe echipe       | Rusia Pavel Kolobkov Sergei Kocetkov Aleksei Selin Igor Turcin                | Germania Jörg Fiedler Norman Ackermann Christoph Kneip Wolfgang Raich | Suedia Fredrik Nilsson Robert Dingl Péter Vánky Magnus Malmgren           |
| Floretă la individual | Peter Joppich (GER)                                                           | Simone Vanni (ITA)                                                    | Brice Guyart (FRA) · Andrea Cassarà (ITA)                                 |
| Floretă pe echipe     | Italia Andrea Baldini Andrea Cassarà Marco Ramacci Simone Vanni               | China Wang Haibin Wu Hanxiong Ye Chong Zhu Rui                        | Germania Ralf Bißdorf Dominik Behr Peter Joppich André Weßels             |
| Sabie la individual   | Volodîmîr Lukașenko (UKR)                                                     | Mihai Covaliu (ROU)                                                   | Aldo Montano (ITA) · Domonkos Ferjancsik (HUN)                            |
| Sabie pe echipe       | Rusia Aleksei Diacenko Aleksei Iakimenko Stanislav Pozdniakov Serghei Șarikov | Ungaria Domonkos Ferjancsik Kende Fodor Balázs Lengyel Zsolt Nemcsik  | Ucraina Dmîtro Boiko Volodîmîr Lukașenko Oleh Șturbabin Vladîslav Tretiak |

### Feminin
| Probă                 | Aur                                                                               | Argint                                                                   | Bronz                                                                 |
| Spadă la individual   | Natalia Konrad (UKR)                                                              | Maureen Nisima (FRA)                                                     | Li Na (CHN) · Cristina Cascioli (ITA)                                 |
| Spadă pe echipe       | Rusia Karina Aznavurian Oksana Ermakova Tatiana Logunova Anna Sivkova             | Germania Claudia Bokel Imke Duplitzer Britta Heidemann Marijana Markovic | Ungaria Adrienn Hormay Ildikó Mincza Tímea Nagy Hajnalka Tóth         |
| Floretă la individual | Valentina Vezzali (ITA)                                                           | Sylwia Gruchała (POL)                                                    | Aida Mohamed (HUN) · Roxana Scarlat (ROU)                             |
| Floretă pe echipe     | Polonia Sylwia Gruchała Magdalena Mroczkiewicz Anna Rybicka Małgorzata Wojtkowiak | Rusia Ekaterina Iușeva Svetlana Boiko Evgenia Lamonova Viktoria Nikișina | România · Laura Badea · Roxana Scarlat · Cristina Stahl · Reka Szabo  |
| Sabie la individual   | Dorina Mihai (ROU)                                                                | Tan Xue (CHN)                                                            | Gioia Marzocca (ITA) · Aleksandra Socha (POL)                         |
| Sabie pe echipe       | Italia Ilaria Bianco Gioia Marzocca Rosanna Pagano Alessandra Lucchino            | China Bao Yingying Huang Haiyang Zhang Ying Tan Xue                      | Azerbaidjan Elena Amirova Elena Jemaeva Anjela Volkova Ianna Siukaeva |

## Clasament pe medalii
| Loc | Țară        | Aur | Argint | Bronz | Total |
| --- | ----------- | --- | ------ | ----- | ----- |
| 1   | Italia      | 3   | 1      | 4     | 8     |
| 2   | Rusia       | 3   | 1      | 0     | 4     |
| 3   | Ucraina     | 2   | 1      | 1     | 4     |
| 4   | Germania    | 1   | 2      | 1     | 4     |
| 5   | România     | 1   | 1      | 2     | 4     |
|     | Franța      | 1   | 1      | 2     | 4     |
| 7   | Polonia     | 1   | 1      | 1     | 3     |
| 8   | China       | 0   | 3      | 1     | 4     |
| 9   | Ungaria     | 0   | 1      | 3     | 4     |
| 10  | Belarus     | 0   | 0      | 1     | 1     |
|     | Suedia      | 0   | 0      | 1     | 1     |
|     | Azerbaidjan | 0   | 0      | 1     | 1     |